# Юшков, Фирс Григорьевич
Фирс Григорьевич Юшков (1811—1847) — российский юрист и педагог; адъюнкт-профессор гражданского права в Казанском университете.

## Биография
Фирс Юшков родился в 1811 году в семье священника Григория Фёдоровича и Александры Семёновны (в девичестве Сумаруковой). Воспитывался сначала в Вологодской духовной семинарии, затем в Главном педагогическом институте, который успешно окончил в 1836 году, а затем отправился за границу для «усовершенствования в правоведении».
Вернувшись через два года в Россию, он определился в Казанский университет адъюнктом по кафедре гражданских законов, а в 1839 году на него возложено было преподавание, на всех факультетах, государственных учреждений, а также логики и психологии.
В 1842—1843 учебном году ему поручалось преподавание законов о состоянии и губернских учреждениях, а в 1844 году на него снова было возложено чтение государственных учреждений. Юшков вышел в отставку 1 февраля 1845 года.
Фирс Григорьевич Юшков умер 24 ноября 1847 года в Казани и и был погребён на Православной части Арского кладбища.
Был женат на Татьяне Фёдоровне (в девичестве Рындовской); супруги имели дочь Александру (род 1842; в браке Гисси), сыновей Владимира (род. 1843) и Анатолия (род. 1845) и родившихся в 1847 году Николая и Пилоксению (в браке Соколова).